# Vlakte der Kruiken

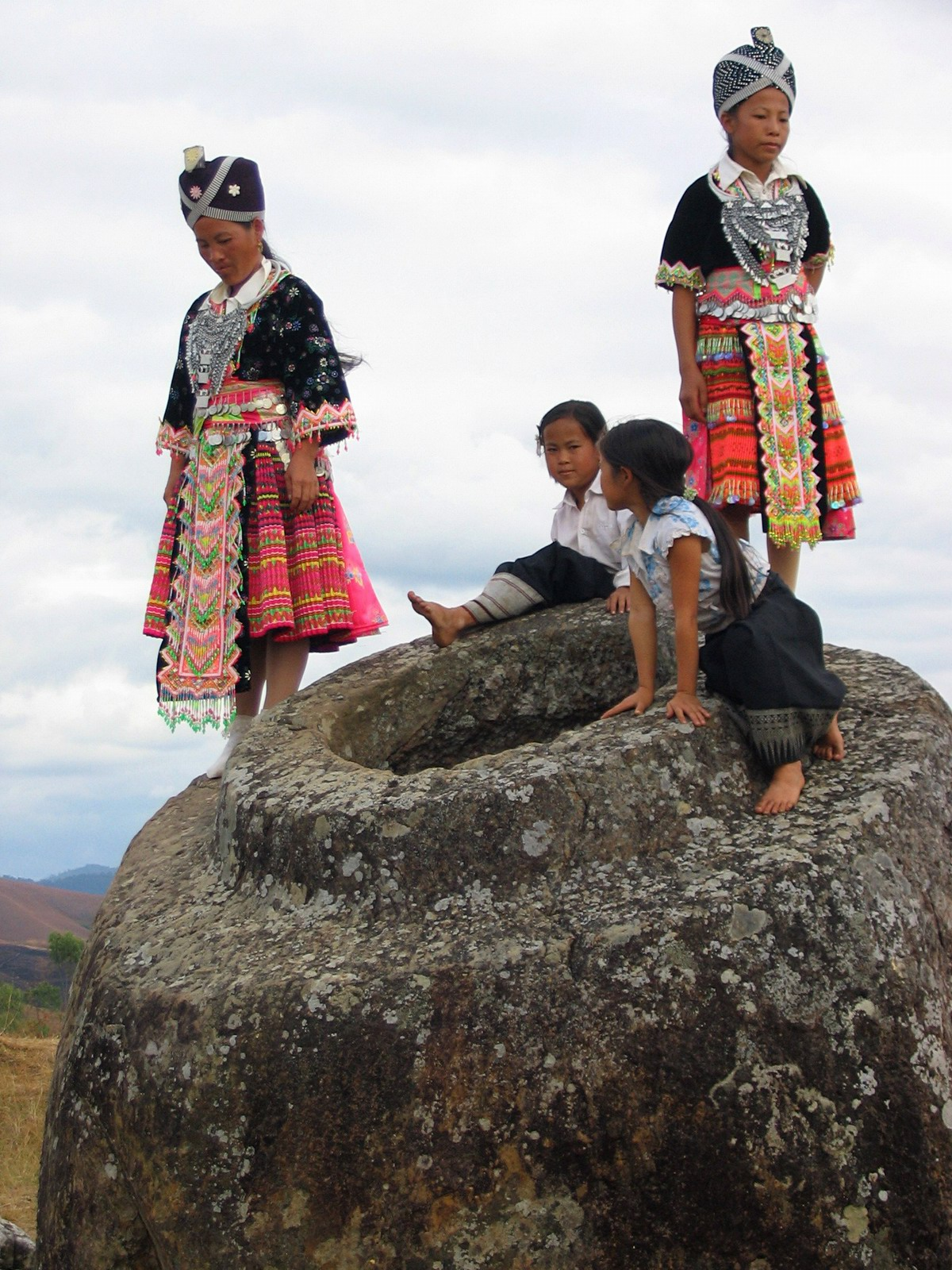
Hmong meisjes op een van de kruiken van Site 1

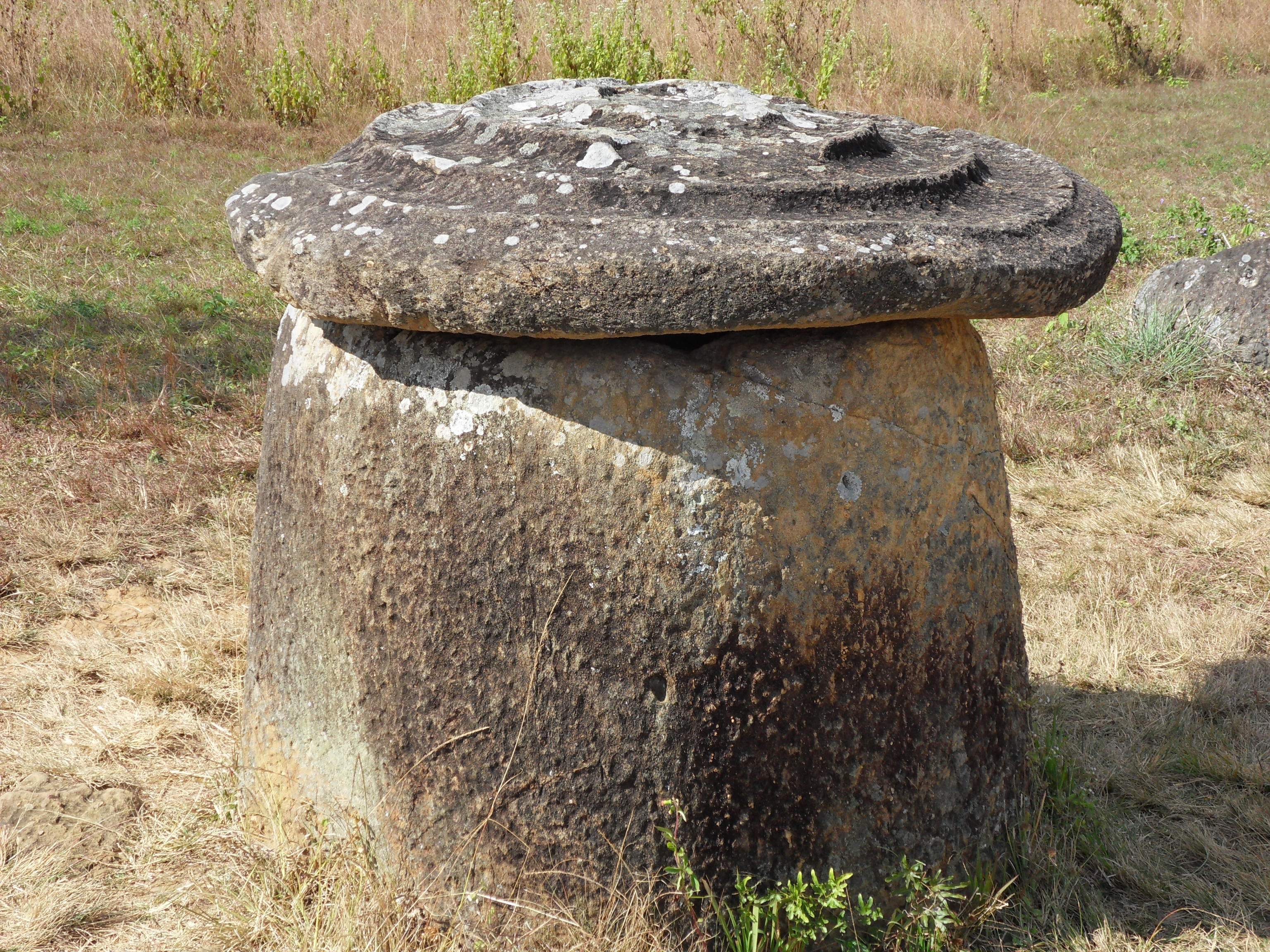
Kruik met deksel

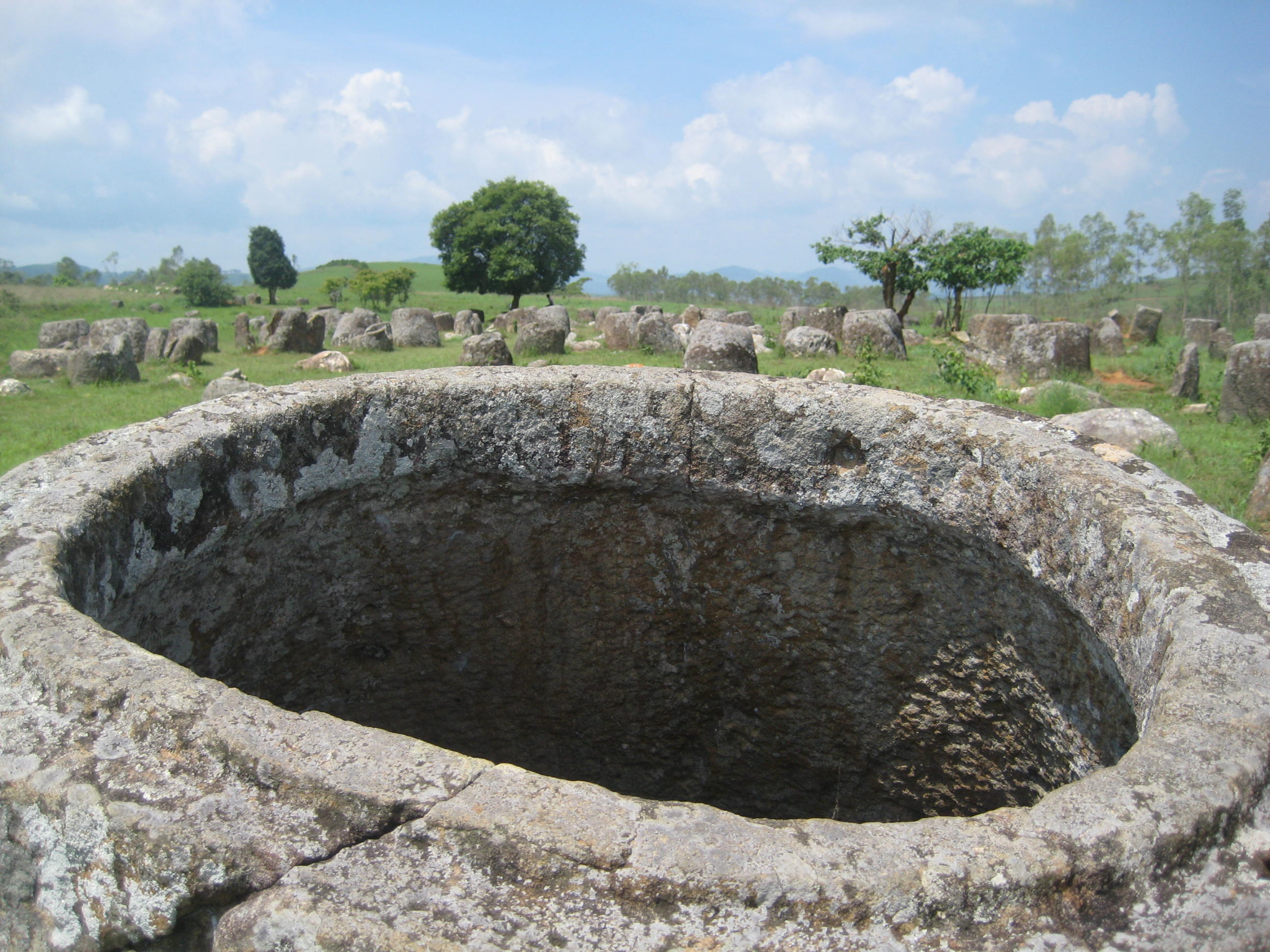
Site 1

De Vlakte der kruiken (in het Laotiaans: Tong Hai Hin, in het Engels: Plain of Jars) is een vlakte in Laos die ligt op ongeveer 10 km ten zuidoosten van de stad Xhieng Khuang. Op het plateau liggen honderden gigantische kruiken verspreid over verschillende locaties. Sinds 2019 staat de site op de Unesco-Werelderfgoedlijst. De vlakte vormde ook een belangrijk strijdtoneel tijdens de Laotiaanse Burgeroorlog.

## Archeologie
Volgens een lokale sage zijn de kruiken vervaardigd in de 6e eeuw door de Lao koning Khun Chong om de verovering te vieren van het nabijgelegen Xhieng Khuang. De kruiken zouden gebruikt zijn om rijstwijn in te fermenteren om uit te delen aan de feestvierende overwinnaars. Ook in Indonesië en India zijn dergelijke kruiken gevonden maar in veel kleinere aantallen en slechts op een plaats. De grootste kruik is meer dan 3 meter hoog en weegt 6000 kilo. Behalve deze grote kruiken liggen er ook nog vele kleinere kruiken. Volgens onderzoekers zijn de kruiken tussen de 2500 en 3000 jaar oud, dus kan de lokale sage over koning Khun Chong uit de 6e eeuw niet correct zijn. Ze zijn vervaardigd uit een soort zandsteen die niet voorkomt op de vlakte. Niemand weet waarvoor de kruiken gebruikt zijn. Er zijn wel botresten op de vlakte gevonden en gebruiksresten van klei en metaal.
Van 1930 tot 1933 heeft een Franse onderzoekster onderzoek gedaan en bot-, tand- en andere menselijke resten gevonden die echter verdwenen zijn, waardoor het onderzoek naar de ware betekenis bemoeilijkt wordt.

## Burgeroorlog
Tijdens de Laotiaanse Burgeroorlog zijn vele van deze kruiken beschadigd of vernietigd. De vlakte was namelijk een belangrijk slagveld. In het voorjaar van 1969 slaagde de Pathet Lao, de communistische verzetsbeweging, erin de gehele vlakte in te nemen, met steun van troepen en materieel uit Noord-Vietnam. In augustus volgde een tegenoffensief van het regeringsleger met de steun van de Verenigde Staten en Thailand. In september slaagde het regeringsleger erin de stad Khang Khay in te nemen.
Op de vlakte lag in 2003 nog veel ongeëxplodeerd materiaal uit de oorlog in Laos. In 2004 werd er een groot project opgezet om de meest bereikbare vlakten mijnenvrij te maken, dit was in 2005 afgerond en door het volgen van groen-witte tegels kan men thans veilige routes bewandelen.